# جون هندرسون (لاعب كرة قدم أسترالية)
جون هندرسون (بالإنجليزية: John Henderson)‏ هو لاعب كرة قدم أسترالية أسترالي، ولد في 31 أغسطس 1938.

## وصلات خارجية
- جون هندرسون على موقع AustralianFootball.com (الإنجليزية)
- جون هندرسون على موقع AFLtables.com (الإنجليزية)